# Viscount Shannon
Viscount Shannon, in the County of Limerick, war ein erblicher britischer Adelstitel in der Peerage of Ireland.
Der Titel wurde am 6. September 1660 von König Karl II. für den Royalisten Hon. Francis Boyle, einen jüngeren Sohn des Richard Boyle, 1. Earl of Cork, geschaffen. Da sein ältester Sohn Hon. Richard Boyle vor ihm 1679 starb, beerbte ihn 1699 sein Enkel, der spätere Field Marshal Richard Boyle als 2. Viscount Shannon. Der Titel erlosch, als dieser am 20. Dezember 1740 ohne männliche Nachkommen starb.
Familiensitz der Viscounts war Shannon Park im County Cork.

## Liste der Viscounts Shannon (1660)
- Francis Boyle, 1. Viscount Shannon (1623–1699)
- Richard Boyle, 2. Viscount Shannon (1675–1740)